# Savage (chanson)
Pour les articles homonymes, voir Savage.
Singles de Megan Thee Stallion
Freak (it)
(2020) Savage Remix
(2020)
Singles par Megan Thee Stallion
Savage
(2020) Girls in the Hood (en)
(2020)
Singles par Beyoncé
Brown Skin Girl (en)
(2019) Black Parade (en)
(2020)
Savage est une chanson de la rappeuse américaine Megan Thee Stallion issue de son troisième EP Suga (en). Elle devient virale sur l'application TikTok après la sortie de l'EP avant d'être diffusée sur les radios américaines à partir du 7 avril 2020.
Un remix de la chanteuse Beyoncé sort le même mois. Il rencontre un succès commercial, notamment aux États-Unis où il atteint la première place du Billboard Hot 100 et du Hot R&B/Hip-Hop Songs. Il est nommé dans les catégories de l'enregistrement de l'année, de la meilleure prestation rap (en) et de la meilleure chanson rap (en) lors de la 63e cérémonie des Grammy Awards.